# Parafia św. Bartłomieja w Janówku Pierwszym
Parafia św. Bartłomieja w Janówku Pierwszym – parafia rzymskokatolicka należąca do dekanatu nowodworskiego, diecezji warszawsko-praskiej, metropolii warszawskiej Kościoła katolickiego.

## Historia
22 czerwca 1992 r. bp Kazimierz Romaniuk skierował księdza Krzysztofa Czyżyka, dotychczasowego wikariusza katedry Św. Floriana w Warszawie, do organizowania Ośrodka Duszpasterskiego w miejscowości Janówek w par. św. Michała Archanioła w Nowym Dworze Mazowieckim.
W 1993 r. rozpoczęta została budowa kościoła, a 3 lata później kościół pw. św. Bartłomieja Apostoła został poświęcony. Na frontowej ścianie widnieje tablica: "Kościół parafialny zbudowany z fundacji Janiny Korczyńskiej i ofiar parafian, poświęcony 17 X 1996 A.D."

## Obszar parafii
W granicach parafii znajdują się miejscowości: Góra, Janówek Pierwszy, Janówek Drugi, Krubin oraz Olszewnica Nowa(częściowo).

## Patron parafii
Patronem parafii w Janówku jest św. Bartłomiej, jeden z dwunastu apostołów.

## Wspólnoty i ruchy duszpasterskie
- Ministranci. Opiekunowie ministrantów: ks. Jan Gołembiewski, Krzysztof Gronek, Dawid Żołnierzak.
- Chór dla dorosłych
- Chór młodzieżowy
- Chór dziecięcy
- Żywy Różaniec
- Dziewczęca Służba Maryjna
- Rada Parafialna